# لغات الإمبراطورية الرومانية
تُعد اللاتينية واليونانية اللغتين الرسميتين للإمبراطورية الرومانية، في حين كانت اللغات الأخرى مهمة فقط من الناحية الإقليمية. تُعدّ اللاتينية اللغة الأصلية للرومان إذ كانت لغة الحكومة الإمبراطورية والإدارة والقضاء والجيش طوال الحقبة الكلاسيكية. في الإمبراطورية الرومانية الغربية، أصبحت اللاتينية لغة مشتركة وأصبحت تُستخدم حتى في الإدارة المحلية للمدن بما في ذلك المحاكم القانونية. بعد منح جميع سكان الإمبراطورية الجنسية الرومية بموجب المرسوم الأنطوني، لوحظ أن عددًا كبيرًا من المواطنين الرومان لا يتحدثون اللغة اللاتينية على الرغم أنه كان من المتوقع أن يكتسبوا على الأقل معرفة سطحية بها، لكن بقيت اللاتينية رمزًا للهوية الرومانية (الرومانتيكس).
أصبحت اللغة اليونانية العامية المختلطة لغة تواصل مشترك حول شرق البحر الأبيض المتوسط والمناطق الدبلوماسية في الشرق وحتى خارج حدود الإمبراطورية بحدّ ذاتها. كان الاستخدام الدولي للغة اليونانية أحد الأسباب التي مكَّنت انتشار التنصير، مثلما هو مبين مثلًا من خلال اختيار اليونانية كلغة العهد الجديد في الكتاب المقدس، بالإضافة إلى استخدامها في المجمعات المسكونية داخل الإمبراطورية الرومانية المسيحية بدلًا من اللاتينية. ومع تفكك الإمبراطورية الرومانية الغربية، أصبحت اليونانية اللغة السائدة في الإمبراطورية الرومانية الشرقية، والتي يُشار إليها حديثًا باسم الإمبراطورية البيزنطية.
بسبب أن التواصل في المجتمع القديم كان شفهيًا في الغالب، كان من الصعب تحديد مدى استمرار التحدث باللغات الإقليمية أو المحلية أو استخدامها لأغراض أخرى في ظل الحكم الروماني. ثمَّة بعض الأدلة على ذلك في النقوش أو في بعض المراجع الخاصة بالنصوص اليونانية والرومانية والتي تُشير إلى وجود لغات أخرى تتطلب مترجمين شفويين. تتميز اللغات البونيقية والقبطية والآرامية والسريانية بنصوصها الأدبية وعلم النقائش المتوفر إلى حدّ كبير. تنتشر اللغات الكلتية في معظم أنحاء أوروبا الغربية، لكن على الرغم من سهولة التعليم واللغة التي أنتجت سجلات مكتوبة قليلة، فإن اللغة كانت محدودة من حيث الكم لكنها لم تكن نادرة تمامًا. لم تترك اللغات الجرمانية في الإمبراطورية أي تسجيلات أو نصوص مكتوبة باستثناء نصوص اللغة القوطية. ساهم التعدد اللغوي في «العملية التثقافية» الذي يمكّن الفرد غير اليوناني أو الروماني من بناء هوية خاصة من خلال عمليات الرومنة أو الهلينة.
بعد حكم اللامركزية في السلطة السياسية في العصور القديمة المتأخرة، تطورت اللاتينية على الصعيد المحلي في المقاطعات الغربية إلى فروع متشعبة التي أصبحت تُعرف باللغات الرومانسية، بما في ذلك الإسبانية والبرتغالية والفرنسية والإيطالية والكاتالونية والأوكرانية والرومانية. في أوائل القرن الحادي والعشرين، كانت اللغة الأولى أو الثانية لأكثر من مليار نسمة مشتقة من اللاتينية. بقيت اللاتينية وسيطًا دوليًا للتعبير عن الدبلوماسية والتطورات الفكرية التي رافقت عصر النهضة الإنسانية حتى القرن السابع عشر، إلى جانب أنها لغة القانون والكنيسة الرومانية الكاثوليكية حتى الوقت الحاضر.

## اللغة اللاتينية
كانت اللغة اللاتينية لغة الرومان من بدايات الفترة البشرية المعروفة. في عهد الإمبراطور الروماني الأول أغسطس قيصر، كتب فيرجيل مؤكدًا على أن اللاتينية كانت مصدرًا للوحدة الرومانية وللحفاظ على التقليد القديم (موس مايوروم). في ملحمة فيرجيل الإنيادة التي تحكي عن تأسيس روما، يملي الإله الأعلى جوبيتر على اللاجئين بعد حصار طروادة الذين أتوا للاستقرار في إيطاليا، أن يستخدموا لغة اللاتينيين الأصلية كوسيلة للتوحيد: "سيحتفظون باللغة (سيرمو) وتقليد موس مايوروم من آبائهم... وسوف أجعلهم جميعًا من اللاتينيين الذين لديهم أسلوب واحد مشترك للتعبير واللغة» (أونو أور، بالمعنى الحرفي: «فم واحد»). شجَّع الأباطرة من السلالة اليوليوكلاودية، الذين ادعوا النسب من البطل الفيرجيلي إينياس، على استخدام اللغة الصحيحة (اللاتينية)، وهي حركة لغوية تم تحديدها في المصطلحات الحديثة على أنها اللاتينية الكلاسيكية، لكن مع بقاء استخدام اللغة اللاتينية لإدارة الأعمال الرسمية.
أصبحت اللغة اللاتينية لغة المناطق المحتلة لأن السكان المحليين بدأوا يتكلمون بها، وليس لأنهم نزحوا إليها. لم يتم فرض اللغة اللاتينية على الشعوب التي خضعت للحكم الروماني بشكل رسمي. وقد لاحظ القديس أوغسطينوس أن الرومان يفضلون تبنّي اللغة اللاتينية لكل مجتمع من المجتمعات الباسيمية، من خلال عقد اجتماعي. تتناقض سياسة اللغة هذه مع سياسة ألكسندر، الذي كان يعمل على فرض اللغة اليونانية في مختلف أنحاء إمبراطوريته باعتبارها اللغة الرسمية. لم تكن اللغة اللاتينية شرطًا للمواطنة الرومانية، ولم يكن ثمَّة قانون مدعوم من الدولة يمنحها امتيازًا باعتبارها وسيلة للتعليم: فقد كانت الطلاقة اللغوية مرغوبة لما تتمتع به من «قيمة ثقافية وسياسية وقانونية واجتماعية واقتصادية عالية».
كانت اللاتينية ضرورية للخدمة الإمبراطورية، وكانت اللغة المستخدمة في النظام الداخلي للحكومة. أيضًا كانت المراسيم والرسائل الرسمية للإمبراطور باللغة اللاتينية، بما في ذلك الأحكام المتعلقة بالقوانين المحلية التي قد تكون بلغة أخرى.
أعطى الرومان قيمة عالية للكلمة المكتوبة وذلك واضح من خلال هوسهم بالوثائق والنقوش العامة. اعتمدت البيروقراطية الإمبراطورية على الكتابة لدرجة أن ذُكر ذلك في كتاب التلمود البابلي: «في حال كانت البحار جميعها حبرًا، فإن القصب جميعه أقلامًا، والسماوات جميعها نقوش، والرجال جميعهم كُتّاب، وبالتالي لن يقدر أحد على ترهيب الحكومة الرومانية». تتراوح تقديرات متوسط معدل الإلمام بالقراءة والكتابة في الإمبراطورية بين 5 و 30% أو أكثر، وذلك بالاعتماد الجزئي على تعريف «محو الأمية». شكَّل عدم تدخل الدولة في الوصول إلى التعليم عائقًا أمام محو الأمية، لأن التعليم الرسمي كان متاحًا فقط للعائلات التي تستطيع تحمّل تكاليفه.
لكن كان لا بد من كتابة شهادات ميلاد ووصايا المواطنين الرومان باللغة اللاتينية حتى عهد سيفيروس ألكسندر (222-235). يساعد الرعايا الرومان الأميين شخصًا مثل كتاب الحكومة (سكريبا) لقراءة وكتابة أوراقهم الرسمية. نُشرت القوانين والمراسيم بشكل خطّي فضلًا عن قرائتها علنًا. اعتُبر الفن العام والاحتفالات الدينية سبلًا لإيصال الأيديولوجية الإمبراطورية بغض النظر عن اللغة المحكية أو القدرة على القراءة. أُحضر شكل أولي من الباليه القصصي (بانتوميموس) إلى روما من قِبَل الفنانين اليونانيين وأصبحت رقصة شعبية في جميع أنحاء الإمبراطورية متعددة اللغات لأنها اعتمدت على حركة جسدية بدلًا من التعبير اللفظي.
عُدَّت اللاتينية اللغة الرسمية للجيش الروماني حتى منتصف القرن السادس الميلادي، وظلت اللغة الأكثر شيوعًا للاستخدام العسكري حتى مع نشوء الإمبراطورية الشرقية في ستينيات القرن التاسع عشر. وعلى النقيض من ذلك، من المعروف أن اثنين فقط من الأساقفة تحدثا اللاتينية في المجمعات المسكونية التي عقدت أثناء حكم ثيودوسيوس الثاني (450 قبل الميلاد).